# Binic-Étables-sur-Mer
Binic-Étables-sur-Mer is een gemeente in het Franse departement Côtes-d'Armor in de regio Bretagne. De plaats maakt deel uit van het arrondissement Saint-Brieuc. De gemeente telde op 1 januari 2019 6.934 inwoners.
De gemeente is op 1 maart 2016 ontstaan uit de fusie van de gemeenten Binic en Étables-sur-Mer. Binic werd een gemeente in 1821 door afsplitsing van Étables-sur-Mer. In 1836 kwamen enkele dorpen op de rechteroever van de Ic bij Binic (ze hoorden voordien bij Pordic).
Binic was in het verleden een belangrijke vissershaven, van waaruit op kabeljauw werd gevist bij IJsland en Newfoundland. Vanaf de 19e eeuw ontstond het toerisme, aangelokt door de zandstranden. Er werden tijdens de Belle Époque villa's gebouwd Étables-sur-Mer en in de loop van de 20e eeuw werd de haven van Binic uitgebouwd als jachthaven.

## Geografie
De oppervlakte van de gemeente bedraagt 15,34 km².
De gemeente ligt aan Het Kanaal, aan de Baai van Saint-Brieuc.
Binic ligt aan de monding van de rivier Ic.
De onderstaande kaart toont de ligging van Binic-Étables-sur-Mer met de belangrijkste infrastructuur en aangrenzende gemeenten.

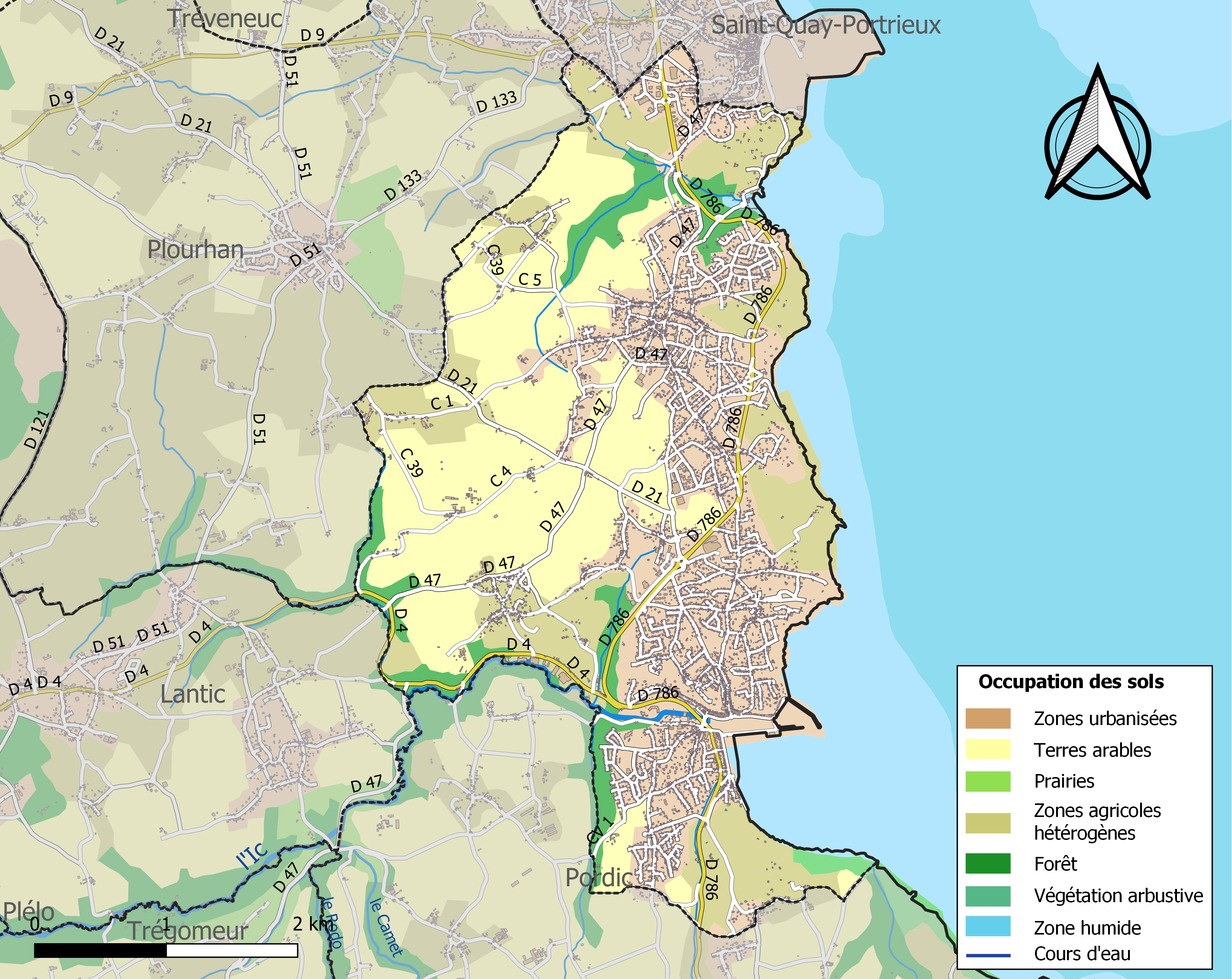